# Bateh
Bateh is een bestuurslaag in het regentschap Magelang van de provincie Midden-Java, Indonesië. Bateh telt 3529 inwoners (volkstelling 2010).